# Rudolf Katzer
Rudolf Katzer oder Richard Katzer (* 1888 in Eckersdorf; † unbekannt) war ein deutscher Radrennfahrer. 1908 gewann er eine olympische Silbermedaille in der Mannschaftsverfolgung.

## Sportliche Laufbahn
Katzer begann in Breslau mit dem Radsport, 1906 trat er erstmals auf der Bahn an. 1907 zog er nach Berlin und schloss sich dem Cycling Club Berlin an. Er war sowohl im Sprint als auch in Steherrennen erfolgreich. Im Jahr seiner Teilnahme an den Olympischen Spielen gehörte er dem Berliner Verein RV Sport 1888 an.
Bei den Olympischen Spielen 1908 in London trat Katzer in vier Einzeldisziplinen an, erreichte aber nur im 1000-Meter-Sprint das Ziel und verpasste in allen Disziplinen den Aufstieg in die zweite Runde. Lediglich in der Mannschaftsverfolgung, die 1908 über 1980 Yards (etwa 1810 Meter) ausgetragen wurde, siegte er in der ersten Runde zusammen mit Max Götze, Hermann Martens und Karl Neumer über den französischen Vierer. Nach dem Halbfinalsieg gegen die Niederländer unterlag der deutsche Vierer im Finale gegen die Briten.